# مجدال عوز
مجدال عوز (بالعبرية: מגדל עוז) هي مستوطنة كيبوتس إسرائيلية وتقع في منطقة عتصيون التاريخية بين الخليل وبيت لحم في الضفة الغربية، وأنشئت في عام 1977. في عام 2011، كان بلغ عدد سكانها 435 نسمة، ويعتبر المجتمع الدولي المستوطنات الإسرائيلية في الضفة الغربية غير قانونية بموجب القانون الدولي.